# جون راسيل (صحفي)
جون راسيل (بالإنجليزية: John Russell)‏ هو صحفي أمريكي، ولد في 22 يناير 1919 في Fleet, Hampshire ‏ في المملكة المتحدة، وتوفي في 23 أغسطس 2008 في ذا برونكس في الولايات المتحدة.